# Deadpool & Wolverine
Deadpool & Wolverine é um filme de super-herói estadunidense de 2024 baseado nos personagens Deadpool e Wolverine, da Marvel Comics, produzido pela Maximum Effort, e 21 Laps Entertainment, e distribuído pela Walt Disney Studios Motion Pictures. É o trigésimo quarto filme do UCM também sendo o décimo quarto filme da série de filmes X-Men, e a sequência de Deadpool (2016) e Deadpool 2 (2018). O filme é dirigido por Shawn Levy a partir de um roteiro que ele escreveu com Ryan Reynolds, Rhett Reese, Paul Wernick e Zeb Wells. Reynolds e Hugh Jackman estrelam como Deadpool e Wolverine, respectivamente, ao lado de Emma Corrin, Morena Baccarin, Rob Delaney, Leslie Uggams, Aaron Stanford e Matthew Macfadyen em papéis coadjuvantes. No filme, Deadpool é retirado de sua vida tranquila pela Autoridade de Variância Temporal (AVT) e se junta a um relutante Wolverine em uma jornada para salvar seu universo.
O desenvolvimento de um terceiro filme do Deadpool começou na 20th Century Fox em novembro de 2016, mas foi suspenso depois que a aquisição da empresa pela Disney foi concluída em março de 2019. O controle do personagem foi então dado à Marvel Studios, que começou a desenvolver um novo filme com Reynolds. O filme integra Deadpool no UCM, mantendo a classificação para maiores dos filmes anteriores. Wendy Molyneux e Lizzie Molyneux-Logelin juntaram-se em novembro de 2020 como roteiristas. Reese e Wernick retornaram dos filmes anteriores para reescrever o roteiro em março de 2022, quando Levy foi contratado para dirigir e produzir com Reynolds. Jackman decidiu reprisar seu papel como Wolverine, dos filmes dos X-Men, em agosto de 2022, seguido pela escalação do elenco adicional no início de 2023, quando Wells, Reynolds e Levy foram revelados como roteiristas adicionais. As filmagens começaram no final daquele mês no Pinewood Studios, na Inglaterra, com filmagens adicionais em Norfolk e no Bovingdon Film Studios. As filmagens foram suspensas em julho devido à greve da SAG-AFTRA de 2023, retomadas no final de novembro após a conclusão da greve e encerradas no final de janeiro de 2024. O título do filme foi revelado um mês depois.
Deadpool & Wolverine estreou em 22 de julho de 2024, no David H. Koch Theatre em Nova York, e foi lançado nos Estados Unidos em 26 de julho de 2024, como parte da Fase Cinco do UCM. O filme arrecadou mais de 1,34 bilhão de dólares em todo o mundo, tornando-se o 20º filme de maior bilheteria de todos os tempos, o filme censurado de maior bilheteria de todos os tempos e o segundo filme de maior bilheteria de 2024.

## Enredo
Em 2018, depois que Wade Wilson usa o dispositivo de viagem no tempo de Cable para evitar a morte de sua namorada, Vanessa Carlysle, ele viaja de seu universo, a Terra-10005, para a Terra-616 / "Linha do Tempo Sagrada", na esperança de se juntar aos Vingadores e dar mais significado à sua vida. Ele é rejeitado por Happy Hogan e retorna ao seu próprio universo. Seis anos depois, Wade deixou de ser o mercenário mascarado conhecido como Deadpool e está trabalhando como vendedor de carros usados após terminar com sua namorada Vanessa Carlysle. 
Durante sua festa de aniversário, a Autoridade de Variância Temporal (AVT) captura Wade e o entrega ao Sr. Paradox, que o oferece para se juntar à Terra-616. No entanto, Paradox também revela que a linha do tempo de Wade está se deteriorando como resultado da morte de James "Logan" Howlett, que é revelado como o "âncora" estabilizador da linha do tempo. Wade rouba o TemPad de Paradox para viajar pelo multiverso e encontrar uma variante de Logan para salvar sua linha do tempo.
Depois de encontrar várias variantes de Logan, Wade leva uma de volta à AVT, onde ele descobre que este Logan em particular é considerado o pior Wolverine do multiverso. Depois de uma discussão, Paradox poda os dois para o Vazio. Lá, Wade e Logan lutam antes de eles e Johnny Storm serem capturados e enviados para Cassandra Nova, a irmã gêmea do líder dos X-Men, Charles Xavier. Cassandra, que foi podada quando criança, mas fez um acordo com a AVT para permanecer voluntariamente no Vazio, mata Johnny e deixa Wade e Logan para serem devorados por Alioth, embora eles consigam escapar.
Após sua fuga, Logan e Wade conhecem uma variante de Wade chamada "Nicepool", que lhes dá um carro, com o qual dirigem até a fronteira do Vazio, onde está localizada a resistência contra Cassandra. No entanto, Logan repreende Wade por esconder o fato de que ele é incapaz de consertar a linha do tempo de Logan, levando a uma briga que deixa os dois inconscientes. Laura os leva para as fronteiras, onde encontram membros da resistência Elektra Natchios, Blade, e Gambit. A resistência, nomeada de "Outros" por Wade, propõe uma aliança com ele e Logan para lutar contra Cassandra, mas Logan se recusa a cooperar. No entanto, ele finalmente cede após uma conversa com Laura sobre sua incapacidade de salvar os X-Men em seu universo. Wade, Logan e os Outros vão confrontar Cassandra e conseguem bloquear seus poderes colocando o capacete do Fanático em sua cabeça. No entanto, Cassandra é traída e ferida por seu capanga Pyro em nome de Paradox, mas Logan convence Wade a remover o capacete, permitindo que Cassandra se cure e abra um portal de volta à linha do tempo de Wade.
Ao chegarem na Terra-10005, Wade e Logan descobrem que Paradox está usando o "Rasgador Temporal", um dispositivo que ele desenvolveu para matar misericordiosamente as linhas do tempo, e que ele planeja usar na linha do tempo de Wade sem permissão de seu superior. Cassandra rapidamente descobre isso com Pyro antes de executá-lo, chega por outro portal e sequestra Paradox. Ela planeja assumir o controle do Rasgador Temporal para destruir todas as linhas do tempo, deixando apenas o Vazio, como vingança pela traição de Paradox. Cassandra então convoca um exército de variantes de Deadpool para lutar contra Wade e Logan, mas o amigo de Wade, Peter Wisdom, convence todos a recuar. Paradox diz a Wade e Logan que é possível interromper o fluxo de energia do Rasgador Temporal ao custo de suas vidas. Usando seus próprios corpos como condutores, Wade e Logan destroem o Rasgador Temporal, matando Cassandra. Paradox é então preso por Caçadora B-15, que chefia a AVT.
B-15 revela que as ações de Wade e Logan impediram a deterioração da linha do tempo de Wade. Wade solicita que B-15 liberte os Outros do Vazio, antes de perguntar se é possível reescrever a história da linha do tempo de Logan. B-15 responde que foi sua história que fez de Logan o herói necessário para parar Cassandra e não há nada para consertar. Logan, que deseja se aposentar e viver uma vida tranquila, é levado por Wade para encontrar seus amigos, junto com Laura. Com o incentivo de Logan, Wade se reconcilia com Vanessa.
Em uma cena pós-créditos, Deadpool mostra ao público imagens provando que ele não mentiu sobre o que Johnny disse.

## Elenco
- Ryan Reynolds como Wade Wilson / Deadpool:
Um mercenário brincalhão com cura acelerada, mas cicatrizes graves em seu corpo após passar por uma mutação regenerativa experimental para tratar um câncer terminal.[6] O início do filme mostra Wade não atuando mais como Deadpool, não namorando Vanessa e trabalhando como vendedor de carros usados.[7] O roteirista Rhett Reese descreveu o filme como uma história de peixe fora d'água para Deadpool, no sentido de que ele seria um lunático lançado no "mundo muito são" do UCM.[8] Reynolds disse que o público não precisava levar Deadpool a sério, especialmente com sua quebra de quarta parede e narração não confiável, mas ele queria que eles investissem nos outros personagens.[9] O número de dança de abertura de Deadpool foi interpretado por Nick Pauley, que é creditado como "Dancepool".[10][11] Reynolds também interpreta a variante Nicepool, que não possui cicatrizes ou fator de cura, pela qual é creditado como "Gordon Reynolds".[5][12]
- Hugh Jackman como James "Logan" Howlett / Wolverine:
Um ex-membro dos X-Men e um mutante com habilidades de cura, garras retráteis e um esqueleto infundido de adamantium.[13] Esta versão do personagem vem de um universo alternativo onde ele decepcionou os habitantes.[14][7] Isso, junto com o emparelhamento de Wolverine com Deadpool, permitiu que Jackman explorasse novos aspectos do personagem do que em suas aparições anteriores nos filmes dos X-Men, da 20th Century Fox.[15][9] Jackman disse que Logan e Deadpool são opostos com uma "dinâmica de discussões",[16] enquanto o diretor Shawn Levy disse que o relacionamento deles é impactado pelo fato de ambos os personagens serem "assombrados pelo arrependimento".[9] Para se preparar para o papel, Jackman iniciou uma vigorosa rotina de exercícios, que incluía comer até 8.000 calorias por dia.[17] Jackman também interpreta várias variantes de Wolverine, incluindo: uma variante com altura dos quadrinhos de 1,60 cm; o alter ego apostador de Wolverine, Caolho, que usa tapa-olho e smoking branco; uma variante Velho Logan; uma variante sendo crucificada em um X gigante, uma reminiscência da capa de Uncanny X-Men (1981) #251; uma variante vestindo o traje marrom e amarelo, do artista de quadrinhos John Byrne, que luta contra o Hulk, como o personagem fez em sua primeira aparição nos quadrinhos do Incredible Hulk; e uma variante de Age of Apocalypse com cabelo "glam rock", uma mão e um traje preto e vermelho.[18]
- Emma Corrin como Cassandra Nova:
Uma mutante com poderes telecinéticos e telepáticos que é irmã gêmea de Charles Xavier com origens de outro mundo.[19][20] Corrin estava animada para interpretar uma vilã no filme, já que ela não havia desempenhado muitos papéis de vilã antes.[21] Corrin se inspirou no personagem Hans Landa, de Christoph Waltz, do filme Inglourious Basterds (2009), enquanto Reynolds destacou a humanização de Corrin e a motivação da personagem, comparando a "travessura, o perigo e a imprevisibilidade" de Cassandra Nova à energia do ator Gene Wilder.[22] Reynolds e Levy explicaram Cassandra a Corrin como alguém que iria cativar e encantar você a tal ponto que "vocês serão melhores amigos para o resto da vida", apenas para perceber que ela poderia facilmente matá-lo.[7] Corrin estava interessada em fazer uma transformação física para o papel, mas o estúdio disse que isso não era necessário para a personagem.[23] Corrin também queria homenagear as atuações de Patrick Stewart e James McAvoy como Xavier em filmes anteriores dos X-Men, assim como ser fiel ao relacionamento de Cassandra com ele nos quadrinhos.[24]
- Morena Baccarin como Vanessa Carlysle: Ex-noiva de Wade.[7][20]
- Rob Delaney como Peter Wisdom: Um vendedor de carros junto com Wade e membro da equipe X-Force.[5][20]
- Leslie Uggams como Al Cega, a colega de quarto idosa e cega de Wade.[25]
- Aaron Stanford como John Allerdyce / Pyro:
Um mutante pirocinético trabalhando para Cassandra no Vazio.[26][19] Ele usa um traje mais preciso dos quadrinhos do que aquele que usou nos filmes X-Men 2 (2003) e X-Men: The Last Stand (2006).[7]
- Matthew Macfadyen como Sr. Paradox:
Um agente da Autoridade de Variância Temporal (AVT) que está supervisionando um projeto para acelerar a morte do universo Terra-10005 usando a máquina "Rasgador temporal". Paradox espera provar seu valor para se tornar o líder da AVT.[5]

Reprisando seus papéis dos filmes anteriores de Deadpool estão: Karan Soni como Dopinder, admirador e motorista de táxi de Wade, servindo como seu chauffeur de fato; Brianna Hildebrand como Míssil Adolescente Megassônico, uma membra adolescente dos X-Men com o poder mutante de detonar rajadas atômicas de seu corpo; Stefan Kapičić como a voz de Colossus, um membro dos X-Men com a habilidade mutante de transformar todo o seu corpo em aço orgânico; Shioli Kutsuna como Yukio, namorada de Míssil Adolescente Megassônico e membra dos X-Men; Randal Reeder como Buck, um amigo de Wade de seus dias de mercenário; e Lewis Tan como Shatterstar, um membro da equipe X-Force. Outros personagens de filmes anteriores da Marvel incluem Tyler Mane como Victor Creed / Dentes-de-Sabre, reprisando seu papel de X-Men (2000); Aaron W. Reed como Cain Marko / Fanático; e Mike Waters como Frederick Dukes / Blob. Os atores não creditados incluem Billy Clements como o Russo, Eduardo Gago Munoz como Azazel, Jade Lye como Lady Letal, Ayesha Hussain como Psylocke, Daniel Medina Ramos como Groxo, Curtis Small como Mercenário, Chloe Kibble as Callisto, e Nilly Cetin como Quilll.
Os personagens da Marvel que retornam e formam o grupo de resistência no Vazio incluem: Dafne Keen como Laura / X-23, filha biológica de Logan, de Logan (2017); Jennifer Garner como Elektra Natchios, uma lutadora habilidosa que usa um par de armas sai, de Daredevil (2003) e Elektra (2005); Wesley Snipes como Eric Brooks / Blade, da trilogia Blade da New Line Cinema (1998–2004); e Chris Evans como Johnny Storm / Tocha Humana, que pode voar, controlar o fogo e colocar seu corpo em chamas, de Fantastic Four (2005) e Fantastic Four: Rise of the Silver Surfer (2007). Além disso, Channing Tatum se junta a eles como como Remy LeBeau / Gambit, que foi contratado para estrelar como o personagem de um filme solo dentro da série de filmes X-Men não produzido intitulado Gambit. Keen assistiu novamente Logan para ajudar a se preparar para seu retorno como Laura depois de sete anos, e estava ansiosa para explorar uma versão mais velha da personagem, que agora tem uma melhor compreensão e apreciação do que Logan passou em Logan. Snipes teve que malhar para que seu corpo ficasse “pronto para o Blade” para o filme, além de ter enchimento customizado em algumas partes do figurino. Tendo co-estrelado com Reynolds em Blade: Trinity (2004), Snipes achou seu humor "exagerado", o que ele finalmente entendeu no contexto de Deadpool & Wolverine, o que o levou a uma experiência "agradável" com ele. Evans, que anteriormente interpretou Steve Rogers / Capitão América no MCU, disse que a Marvel Studios ficou mais tranquila na criação do traje de Johnny, que é uma versão desgastada devido ao personagem viver no Vazio, em comparação com o processo dos filmes do Quarteto Fantástico.
O filme apresenta diversas variantes do Deadpool, incluindo: a atriz canina, Peggy como Mary Puppins / Dogpool; a esposa de Reynolds, Blake Lively como a voz de Ladypool; os filhos de Reynolds e Lively, Inez e Olin Reynolds como Kidpool e Babypool, respectivamente, Nathan Fillion como a voz de Headpool; Matthew McConaughey como a voz de Cowboy Deadpool; o jogador do Wrexham F.C., Paul Mullin como Welshpool; o dublê de Reynolds, Alex Kyshkovych, como Canadapool; e o irmão de Tom Holland, Harry Holland, não-creditado, como Haroldpool; e e Kevin Fortin, também não creditado, como Zenpool. As variantes de Deadpool interpretadas por atores não revelados incluem Watari / The Fool, Deadpool 2099, Golden Age Deadpool, Piratepool e Greatest Showman Deadpool; o último é uma referência ao papel de Jackman como P.T. Barnum no filme The Greatest Showman, de 2017.
Jon Favreau reprisa seu papel como Harold "Happy" Hogan, enquanto Wunmi Mosaku reprisa seu papel como Caçadora B-15 da série Loki (2021–2023). Chris Hemsworth aparece como Thor em imagens reaproveitadas de Thor: The Dark World (2013), enquanto uma versão do Hulk aparece lutando com uma variante do Wolverine. As aparições especiais incluem Henry Cavill como uma variante do Wolverine nomeada "Cavillrine", o jogador do Wrexham F.C., Ollie Palmer como um cliente do bar, e Greg Hemphill como um bartender, a filha mais velha de Reynolds, James, como uma mutante gritante. O co-presidente de Reynolds no Wrexham, Rob McElhenney filmou uma participação especial como soldado da TVA, mas sua participação acabou sendo cortada.

## Produção

### Contexto
Após o sucesso de Deadpool (2016), a 20th Century Fox começou a desenvolver duas sequências. O terceiro filme foi definido para incluir a equipe de super-heróis X-Force. O diretor de Deadpool, Tim Miller, optou por não retornar para as sequências devido a diferenças criativas com Ryan Reynolds, e David Leitch foi contratado para dirigir Deadpool 2 (2018) em novembro de 2016. A Fox estava procurando outro cineasta para desenvolver o terceiro filme. Em março de 2017, o co-roteirista de Deadpool e Deadpool 2, Rhett Reese, disse que a X-Force seria introduzida em Deadpool 2 antes de aparecer em um filme derivado planejado que lançaria "algo maior", separado do terceiro filme do Deadpool, que "contrairia" e seria mais pessoal. Quando a aquisição da 21st Century Fox pela Disney foi anunciada em dezembro de 2017, o CEO da Walt Disney Company, Bob Iger, disse que Deadpool seria integrado ao Universo Cinematográfico Marvel (UCM) classificado como PG-13, e a Disney estava disposta a fazer filmes do Deadpool classificados como R "desde que deixássemos o público saber o que estava por vir". Ele acrescentou que uma "marca Marvel-R" poderia ser desenvolvida para personagens como Deadpool. Em maio de 2018, Reynolds disse que um terceiro filme do Deadpool poderia não ser feito devido à mudança de foco da franquia para a X-Force, mas Reese e seu parceiro de roteiro, Paul Wernick, sentiram que um terceiro filme iria "absolutamente" acontecer depois que Reynolds fizesse uma pausa no personagem e o filme da X-Force fosse lançado. Eles compararam isso com o filme The Avengers (2012) sendo lançado entre Iron Man 2 (2010) e Iron Man 3 (2013).
No final de maio de 2018, Leitch manifestou interesse em retornar para outro filme do Deadpool, dependendo da "hora e local". Acreditava-se que um terceiro filme do Deadpool estava em desenvolvimento em agosto de 2018, com a produção planejada para acontecer em Atlanta, Geórgia, em vez de Vancouver, onde os filmes anteriores foram feitos. Once Upon a Deadpool, uma versão PG-13 de Deadpool 2, foi lançada no final do ano. Foi observado cuidadosamente pela Disney e pela Marvel Studios para ver como isso poderia informar sua abordagem ao personagem PG-13 no UCM. Ao promover Once Upon a Deadpool, Reynolds confirmou que um terceiro filme do Deadpool estava em desenvolvimento e disse que iria em uma "direção completamente diferente"; Mais tarde, Reynolds revelou que a intenção era ser um filme de estrada inspirado em Rashômon (1950) e também apresentaria o personagem James "Logan" Howlett / Wolverine, de Hugh Jackman. Karan Soni, que interpretou Dopinder nos dois primeiros filmes do Deadpool, reiterou esses planos e explicou que o filme teria como foco Deadpool tentando salvar o Natal fazendo uma viagem ao Polo Norte. O próprio Jackman imaginou um filme de equipe com Reynolds inspirado em 48 Hrs. (1982) enquanto assistia a uma exibição de Deadpool em 2016, mas optou por se aposentar do papel de Wolverine depois de Logan (2017). Em março de 2019, a Disney adquiriu oficialmente a Fox e ganhou os direitos de filmagem de vários personagens da Marvel Comics para a Marvel Studios, incluindo o Deadpool e os X-Men. Os filmes baseados na Marvel que a Fox estava desenvolvendo foram colocados "em espera".
Josh Brolin revelou em junho de 2019 que havia discutido seu futuro como Cable com a Marvel Studios várias vezes, depois de estrelar como o personagem em Deadpool 2, enquanto também interpretava Thanos no UCM. Em outubro, Zazie Beetz disse que ficaria surpresa se não reprisasse seu papel como Domino, de Deadpool 2, em um filme futuro. Naquele mês, Reese e Wernick disseram que eles e Reynolds estavam tirando um "descanso muito necessário de Deadpool" enquanto esperavam ouvir da Marvel Studios sobre o futuro da franquia. Eles confirmaram que outro filme do Deadpool seria feito, que seria classificado como R como os filmes anteriores e que integraria o personagem ao UCM. Wernick afirmou que nunca houve uma proposta definida para um terceiro filme do Deadpool entre a exaustão após a conclusão de Deadpool 2 e o anúncio da aquisição da Fox pela Disney, com Reese acrescentando que agora eles tinham que "ter a ideia certa e assim que o fizermos, acho que vamos para algum lugar animado". Os roteiristas sentiram que haveria mais personagens disponíveis no UCM para atuar como contrapontos para Deadpool em comparação com suas opções restritas entre os personagens que a Fox controlava nos filmes anteriores.

### Desenvolvimento
Reynolds revelou em meados de outubro de 2019 que estava se reunindo com o Marvel Studios. Naquela época, o presidente da Marvel Studios, Kevin Feige, não tinha certeza de como integrar Deadpool ao MCU e ainda pensava em como os X-Men, e os mutantes em geral, seriam adicionados à franquia. Feige descreveu Reynolds como uma "máquina de ideias" que apresentou muitas abordagens diferentes para o filme, incluindo um filme de viagem de baixo orçamento com Deadpool e Dopinder que foi comparado a filmes independentes do Festival Sundance de Cinema. Reynolds disse que uma das propostas anteriores do filme incluía um número de dança com Wolverine, ao som de "I Guess That's Why They Call It the Blues", de Elton John. Reynolds também apresentou sua ideia anterior para um filme de parceria com Wolverine no estilo Rashomon, que contaria uma história de três perspectivas diferentes. Foi-lhe dito que não seria possível incluir Wolverine no filme. Em dezembro, Reynolds confirmou que ele e "toda a equipe" estavam desenvolvendo ativamente um filme do Deadpool na Marvel Studios.
Reynolds e Marvel Studios se reuniram com potenciais roteiristas ao longo de outubro de 2020, incluindo Wendy Molyneux e Lizzie Molyneux-Logelin, cuja proposta estava alinhada com suas intenções para o filme. As irmãs Molyneux foram contratadas para escrever o roteiro no mês seguinte. Reynolds e Marvel Studios estavam abertos ao retorno de Leitch para o filme, mas isso não era esperado devido a outros compromissos ao longo de 2021 e não estava envolvido na contratação dos roteiristas. Leitch confirmou mais tarde que se encontrou com a Marvel para o filme, mas ambas as partes entenderam que o agendamento e outros compromissos o impediriam de retornar. Em janeiro de 2021, Feige reafirmou que o filme receberia classificação R e seria ambientado no MCU. Reynolds estava supervisionando o processo de roteiro naquela época, e Feige disse que as filmagens só começariam depois de 2021 devido à agenda lotada de Reynolds. Uma ideia que Reynolds teve em 2020 ou 2021 foi uma sequência de ação com a música "Like a Prayer" de Madonna. A intenção era acompanhar a morte de Piotr Rasputin / Colosso dos filmes anteriores, o que teria motivado Deadpool depois de estar em um ponto baixo.

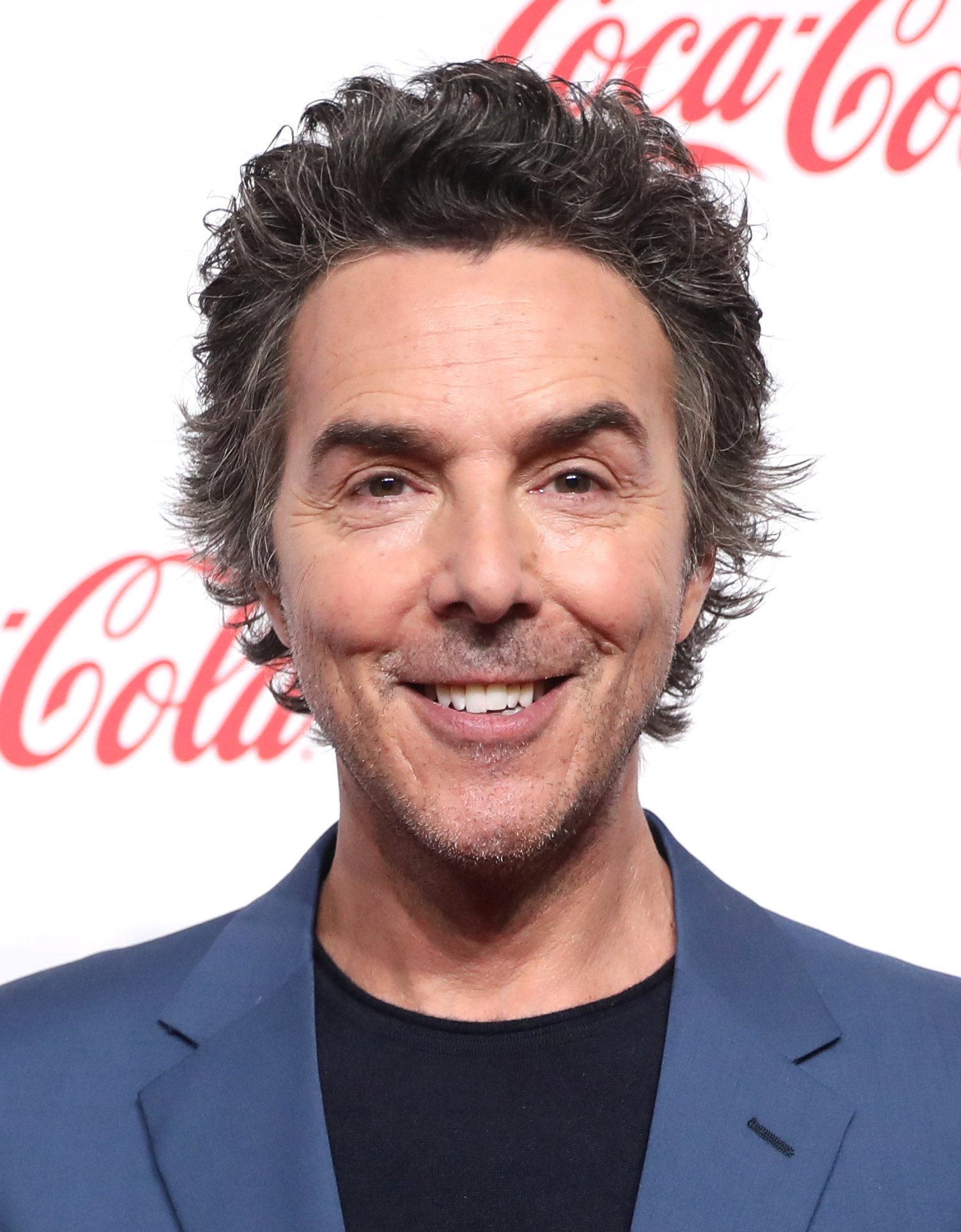
O diretor Shawn Levy promoveu o filme no CinemaCon em abril de 2024.

Durante as filmagens de The Adam Project (2022) com o diretor Shawn Levy, Reynolds abordou Levy sobre trabalharem juntos no próximo filme do Deadpool, depois de se tornarem colaboradores frequentes. Reynolds presumiu que Levy não estaria interessado por se tratar de uma sequência e não de uma obra original, mas Levy ficou entusiasmado com a ideia, desde que eles tivessem a história certa para contar. Em julho daquele ano, Reynolds e Taika Waititi promoveram seu filme, Free Guy (2021), aparecendo como Deadpool e como o personagem de UCM de Waititi, Korg, respectivamente, em um comercial para o filme intitulado Deadpool and Korg React. Deadpool fala sobre ingressar no UCM com Korg no comercial. No mês seguinte, Reynolds disse que esperava que as filmagens começassem em 2022, o que Feige logo confirmou. Ele disse que a Marvel Studios tinha um cronograma de lançamento em mente para o filme e indicou que Reynolds também estava trabalhando no roteiro. Em novembro, Beetz e Rob Delaney expressaram interesse em retornar como seus personagens de Deadpool 2, Domino e Peter; Beetz acabou não retornando. Reynolds disse que eles estavam "se afastando" do filme.
Foi revelado que Levy dirigiria o filme em março de 2022, e ele disse que as filmagens não começariam antes de 2022 devido à sua agenda lotada até o final do ano. Reese e Wernick foram contratados para reescrever o roteiro, e disseram que estavam empolgados em usar elementos do MCU no filme. Eles acrescentaram que a Disney e a Marvel apoiavam as piadas sobre o MCU que estavam escrevendo para Deadpool, dado o sucesso dos filmes anteriores. Eles não confirmaram se estavam começando do zero ou reformulando o rascunho anterior das irmãs Molyneux. Em junho, Raymond Chan foi revelado como o desenhista de produção, após trabalhar anteriormente na série da Marvel Studios, The Falcon and the Winter Soldier (2021). Em julho, Feige disse que o filme seria elevado de maneira semelhante a outras terceiras parcelas da série de filmes do UCM, como Captain America: Civil War  (2016), Thor: Ragnarok (2017) e Avengers: Infinity War (2018).
Levy e Reynolds trabalharam no roteiro com Reese Wernick e Zeb Wells, que foi roteirista das séries She-Hulk: Attorney at Law (2022) e Marvel Zombies (2024), e do filme The Marvels (2023). Todos começaram a sentir que não tinham uma história original que não fosse derivada dos outros filmes do Deadpool. Levy explicou que eles sentiram que o filme deveria ser "merecedor" de ser o primeiro filme do Deadpool ambientado no MCU, embora ainda se sentissem "fundamentados porque esta é uma franquia de super-heróis pé no chão, corajosa e realista". Levy e Reynolds estavam preparados para sugerir a Feige que o filme não avançasse naquele momento por causa dos problemas que tiveram para chegar a uma ideia para a história, com a produtora executiva, Wendy Jacobson, também afirmando que a Marvel estava lutando para definir uma ideia central para o filme. Em agosto de 2022, Jackman entrou em contato com Reynolds sobre o desejo de fazer parte do filme. Reynolds estava se preparando para uma reunião com Feige para discutir como proceder, dada a falta de ideias para histórias, e percebeu que incluir Wolverine resolveria muitos dos problemas que eles enfrentavam. Jackman mudou de ideias, depois de estar satisfeito com a sua decisão de se aposentar como Wolverine por vários anos, e decidiu que um filme em equipe com Reynolds "poderia ser muito divertido; provavelmente vou me divertir mais nesse filme do que qualquer coisa que eu já fiz". Feige aconselhou Jackman a não retornar, pois sentia que a morte de Wolverine em Logan era o “maior final da história” e não queria desfazer isso. Ele foi conquistado pela ideia de Jackman retratar uma nova versão de Wolverine, e Jackman confirmou que queria voltar depois de pensar sobre isso em uma longa viagem.
Em setembro, Reynolds anunciou que Jackman retornaria como Wolverine em Deadpool 3, com lançamento previsto para 6 de setembro de 2024. A dupla logo esclareceu que o filme não afetaria os acontecimentos de Logan ao usar um dispositivo narrativo da Marvel Studios que permitia que diferentes versões de personagens se movessem nas linhas do tempo. Levy disse que preservar o legado de Logan era a principal prioridade da equipe criativa e que haveria uma “consciência” disso no filme; além disso, Levy sentiu que o filme em geral era sobre legados, o que informava seus temas e história. Jackman procurou o diretor de Logan, James Mangold, para informá-lo sobre a história do filme e disse que Mangold estava entusiasmado com a ideia e aliviado por Logan não ser afetado. Ao lado de Feige Reynolds e Levy produziram o filme através de suas respectivas produtoras, Maximum Effort e 21 Laps Entertainment, e a produtora de X-Men, Lauren Shuler Donner. Simon Kinberg é o produtor executivo do filme, depois de ter produzido anteriormente os filmes anteriores de Deadpool e os filmes dos X-Men. Kinberg disse que os criativos do filme se preocupavam profundamente com Logan, Deadpool e Wolverine, e que o filme foi escrito por Levy, Reynolds e Feige. Jackman indicou que o filme poderia não ser intitulado Deadpool 3. Reynolds se referiu ao filme como "O filme Deadpool/Wolverine", e Jackman mais tarde se referiu ao filme como Wolverine and Deadpool. Levy disse que a equipe criativa estava discutindo várias opções para o título, e ele às vezes se referia a ele como Deadpool Versus Wolverine, Deadpool and Wolverine, e Deadpool 3 with Wolverine. O título oficial do filme foi anunciado como Deadpool & Wolverine em fevereiro de 2024, com Levy reconhecendo que era o terceiro filme do Deadpool, mas não quis chamá-lo de Deadpool 3 porque é uma "aventura de personagem em duas mãos" que se concentra em Deadpool e Wolverine. Apesar disso, Reynolds disse que o filme ainda era um filme do Deadpool, com violência, palavrões e "meta caos", e chamou-o de "o filme mais Deadpool da história de Deadpool".

### Pré-produção
A pré-produção começou em outubro de 2022, menos de dois meses depois que Jackman decidiu entrar no filme. Jacobson disse que este foi um dos resultados mais rápidos que ela já viu em uma grande produção. As filmagens estavam previstas para começar em janeiro de 2023 em Vancouver. Em meados de outubro, a data de lançamento do filme foi adiada para 8 de novembro de 2024. Reynolds disse em novembro que as filmagens começariam pouco antes de meados de 2023, e Levy confirmou em dezembro que as filmagens estavam marcadas para começar em maio. Ele disse no mês seguinte que desenvolver o filme foi uma de suas experiências criativas mais divertidas, citando a autoconsciência, a violência e a linguagem obscena. Levy disse que não queria alterar o DNA da franquia dos filmes anteriores e chamou o filme de "cru, audacioso e muito censurado", comparando-o com Midnight Run (1988), 48 hrs, e Planes, Trains & Automobiles (1987).
Patrick Stewart, que interpretou Charles Xavier na série de filmes dos X-Men e reprisou o papel no filme Doctor Strange in the Multiverse of Madness (2022), foi abordado para potencialmente fazer uma aparição no filme. Mais tarde naquele mês as filmagens estavam marcadas para acontecer em Londres, e Emma Corrin se juntou ao elenco em um papel de vilã principal. A Marvel estava considerando Corrin para o papel desde o final de 2022, mas teve que resolver problemas de agendamento com seus outros compromissos antes de assinar. Corrin foi escalada depois de Levy ver sua atuação em uma produção teatral de Orlando, de Virginia Woolf. Em março, Jeff Sneider, do Above the Line, revelou que a Autoridade de Variância Temporal, Mobius M. Mobius (interpretado por Owen Wilson) e Senhorita Minutos (dublada por Tara Strong), da série Loki (2021–2023), apareceriam no filme. Mais tarde naquele mês, Matthew Macfadyen se juntou ao elenco em um papel não revelado, que foi descrito como sendo "uma terceira roda" para Deadpool e Wolverine. Karan Soni e Leslie Uggams foram revelados reprisando seus papéis como Dopinder e Al Cega dos filmes anteriores do Deadpool. No início de abril, Morena Baccarin disse que estava em negociações para reprisar seu papel como Vanessa, e foi confirmada para reprisar seu papel no final daquele mês, junto com Stefan Kapičić retornando para dublar Colossus. No mês seguinte, Delaney, Brianna Hildebrand e Shioli Kutsuna foram revelados reprisando seus respectivos papéis como Peter, Míssil Adolescente Megassônico e Yukio.

Ryan Reynolds como Deadpool (esquerda) e Hugh Jackman como Wolverine (direita) no filme. O traje de Reynolds foi atualizado em relação aos filmes anteriores do Deadpool, enquanto Jackman usava pela primeira vez um traje do Wolverine dos quadrinhos.

Graham Churchyard e Mayes C. Rubeo são os figurinistas. Jackman usa um traje amarelo e azul no filme semelhante aos trajes do Wolverine de X-Men: The Animated Series (1992–1997) e dos quadrinhos, especificamente Astonishing X-Men volume 3 (2004–2013) desenhado por John Cassaday; também apresenta elementos do design do personagem na década de 1970 por John Romita Sr e Dave Cockrum, e o design da década de 1990 por Jim Lee. Jackman não usou um traje dos quadrinhos na série de filmes dos X-Men, mas foi referenciado em X-Men (2000) e The Wolverine (2013). O filme foi, portanto, uma oportunidade de ver pela primeira vez Jackman em um traje fiel aos quadrinhos, e Levy sentiu que esta poderia ser a última chance de Jackman usar o traje. Eles passaram por várias iterações e ajustes para acertar o traje. Jackman disse que vestir o traje "parecia tão certo [e] parecia tão certo" e questionou por que não usou tal traje nos filmes anteriores dos X-Men. Uma primeira revelação do traje foi recebida com reações positivas online, e alguns comentaristas acreditaram que indicava que Jackman estava interpretando uma versão diferente do personagem dos filmes dos X-Men. Reynolds também tem um traje atualizado dos filmes anteriores do Deadpool, apresentando um tom mais brilhante de vermelho e círculos pretos maiores em sua máscara. Isso é uma reminiscência do design de quadrinhos do personagem durante a década de 1990. Levy ficou satisfeito com a resposta "extremamente positiva" aos designs dos trajes revelados, devido à produção ocorrendo no local.

### Filmagens
As filmagens começaram em 22 de maio de 2023, em Londres e no Pinewood Studios em Buckinghamshire, Inglaterra, sob o título provisório Tidal Wave. George Richmond é o diretor de fotografia, depois de trabalhar anteriormente com Levy e Reynolds em Free Guy. Reynolds fez lobby para que a Marvel Studios filmasse em Vancouver, de onde ele é, mas admitiu que "eles têm sua infraestrutura [estabelecida] e você apenas precisa entrar na linha". No entanto, um pedido do Escritório de Direitos Autorais dos Estados Unidos para o filme indicou que algumas filmagens ocorreram em Vancouver. Levy trabalhou com a Marvel Studios e os produtores da série Stranger Things, da Netflix, no qual foi produtor executivo, para permitir-lhe dirigir a temporada final daquela série, uma vez que se esperava que os cronogramas dos dois projetos se sobrepusessem. Não se esperava que as filmagens fossem afetadas pela greve dos roteiristas dos Estados Unidos de 2023, que começou no início de maio, a não ser pelo fato que Reynolds não pôde contribuir com o roteiro durante as filmagens, como havia feito nos filmes anteriores. A Marvel Studios estava planejando filmar o que pudesse durante a fotografia principal e fazer todos os ajustes necessários na escrita durante as refilmagens já agendadas do filme. O filme foi gravado em locações sempre que possível, para criar uma sensação mais fundamentada do que pode ser alcançada em estúdios. Em junho, o lançamento do filme foi adiado para 3 de maio de 2024. As filmagens de uma cena de acidente de carro ocorreram em Londres no início de julho de 2023. Logo em seguida, foi revelado que Jennifer Garner apareceria no filme reprisando seu papel como Elektra depois de interpretar uma versão dessa personagem no filme produzido pela Fox Daredevil (2003) e seu spinoff, Elektra (2005); Garner negou seu envolvimento.
As filmagens com Reynolds e Jackman também aconteceram em Norfolk. A produção foi suspensa em 14 de julho por causa da greve da SAG-AFTRA de 2023. 35 dias de filmagem foram concluídos antes do encerramento, faltando mais 35 dias. As filmagens foram retomadas após a conclusão das greves. A Disney pagou para manter os sets do filme intactos durante a greve. Levy e Reynolds puderam editar o que já havia sido filmado e começar a trabalhar nos efeitos especiais, embora eles não tivessem priorizado a filmagem de grandes sequências de efeitos visuais antes da greve. Antes da greve, Baccarin havia terminado de filmar todas as suas cenas, e Levy filmou uma sequência que ele comparou ao duelo de sabres de luz entre Luke Skywalker e Darth Vader em Return of the Jedi (1983). Ele pediu à equipe de dublês do filme que observasse o bloqueio, o ritmo e o enquadramento daquela cena. Outra sequência de ação importante do filme é aquela que Reynolds queria que fosse ambientada em "Like a Prayer" de Madonna, que evoluiu para incluir Wolverine ao lado de Deadpool. Reynolds não sabia o que faria se Madonna não permitisse que a música fosse usada.
Levy reconheceu alguns dos rumores sobre o elenco em torno do filme—incluindo Garner aparecendo como Elektra, Liev Schreiber retornando como Dentes de Sabre, de X-Men Origins: Wolverine (2009), e Taylor Swift fazendo uma aparição especial como Cristal—e disse que algumas delas eram verdadeiras, mas não confirmou quais. Posteriormente, foi confirmado que Swift não apareceria no filme. Levy disse que os diferentes personagens incluídos, como Aaron Stanford reprisando seu papel como Pyro, de X-Men 2 (2003) e X-Men: The Last Stand (2006), foram adicionados à medida que a história se desenvolvia, em vez de serem baseados em uma lista de desejos de personagens e participações especiais que os produtores queriam incluir. Eles não queriam que participações especiais ou "apostas globais do MCU" fossem o foco do filme e foram capazes de incluir referências "profundas" à história da Marvel porque Deadpool pode servir como fã da Marvel durante sua quebra quarta da parede. Soni disse que várias participações especiais pretendiam ser uma surpresa para o público. Soni disse que o filme estava “aproveitando ao máximo o MCU” e contaria com piadas sobre Feige.
O filme, juntamente com outros filmes em meio à produção no início das greves, foi considerado uma prioridade para os estúdios retomarem a produção após a conclusão da greve da SAG-AFTRA. Em outubro de 2023, Levy questionou se o filme seria capaz de manter sua data de lançamento em maio de 2024, visto que a greve da SAG-AFTRA ainda estava em andamento naquela época, pouco antes de ser relatado que o filme provavelmente seria adiado para uma data posterior em 2024, mesmo que as filmagens pudessem ser retomadas no início daquele ano. Após a conclusão da greve da SAG-AFTRA em 9 de novembro, esperava-se que as filmagens fossem retomadas antes do Dia de Ação de Graças. Reynolds anunciou que o personagem Dogpool apareceria no filme, interpretado pela atriz canina Peggy, enquanto o lançamento do filme foi adiado para 26 de julho de 2024. As filmagens foram retomadas em 23 de novembro. Levy disse que o tempo que passou editando e revisando as filmagens durante as greves permitiu que ele entendesse melhor o filme e que ele pudesse voltar ao trabalho sem se sentir apressado e com foco no que era necessário para concluí-lo.
No início de dezembro, fotos do set revelaram que os personagens Dentes-de-Sabre e Groxo apareceriam no filme. Eles se assemelhavam às suas aparições dos filmes dos X-Men, no qual foram retratados respectivamente por Tyler Mane e Ray Park; Mais tarde, em um trailer, foi confirmado que Mane reprisaria seu papel como Dentes-de-Sabre. As fotos do set também revelaram um set gigante do logotipo da 20th Century Fox. Reynolds comentou logo depois sobre os vazamentos de fotos, dizendo que eles criaram "uma situação difícil para todos" e estava esperançoso de que os sites futuros não publicassem as imagens vazadas inacabadas e fora de contexto, a fim de "preservar o máximo dessa magia como possível para o filme finalizado e para a tela grande". Ele observou que a franquia está associada a vazamentos, já que o primeiro filme pôde ser feito após o vazamento de suas imagens de teste originais, e começou a postar imagens falsas vazadas de Mickey Mouse, Predador e Steve Urkel, junto com várias hashtags para tentar alterar o algoritmo de mídia social em torno das fotos reais vazadas, já que as plataformas priorizam postagens de contas de alto perfil. Levy respondeu mais tarde reconhecendo que a presença de paparazzi no set era um "preço que nos sentimos confortáveis em pagar", já que ele optou por filmar de forma prática em vez de depender de soundstages e telas verdes. Depois que fotos de Reynolds e Jackman trajados vazaram, Levy decidiu divulgar uma foto oficial para “dar ao mundo uma introdução adequada”.
Rob McElhenney, co-presidente com Reynolds do Wrexham A.F.C., visitou o set para filmar uma participação especial enquanto também discutia assuntos sobre o clube, devido o cronograma de filmagens de Reynolds. Através do documentário Welcome to Wrexham (2022–presente), que mostra a visita de McElhenney, ele foi mostrado vestindo um uniforme de agente da AVT. A cena em que McElhenney apareceu acabou sendo cortada, com Reynolds explicando que assim que começaram a editar a cena, a sequência não estava funcionando como planejado e Reynolds a manteve no filme por mais tempo do que o normal por causa da aparição de McElhenney. O dublê David Macdonald filmou uma aparição especial como uma variante caucasiana de Nick Fury—uma reminiscência da interpretação do personagem por David Hasselhoff no filme de 1998, Nick Fury: Agent of S.H.I.E.L.D., que foi baseado na versão original dos quadrinhos—mas sua cena também foi cortada na versão final do filme. No final de dezembro, o Bona Film Group assinou um acordo com a TSG Entertainment para investir em uma série de filmes, incluindo a franquia Deadpool; A TSG Entertainment e a 20th Century Studios recebem crédito "em associação com" no filme. No início de janeiro de 2024, a Variety informou que o filme incluiria vários personagens de filmes anteriores da Marvel produzidos pela Fox e que se esperava que adotasse uma abordagem semelhante a Spider-Man: No Way Home (2021), que apresenta vários personagens de filmes anteriores do Homem-Aranha se unindo. As fotos do set no final do mês mostraram Reynolds vestindo um traje de Deadpool inspirado em samurai. As filmagens que também aconteceram no Bovingdon Film Studios, terminaram em 24 de janeiro. Um dia de filmagem aconteceu em Los Angeles para filmar a aparição de Jon Favreau como Happy Hogan, reprisando seu papel de filmes anteriores do MCU, e para filmar a sequência de dança de abertura com o coreógrafo Nick Pauley.

### Pós-produção
O trailer revelou que Macfadyen estava interpretando o agente Paradoxo da AVT, Randal Reeder e Lewis Tan estavam reprisando seus respectivos papéis como Buck e Shatterstar dos filmes anteriores do Deadpool, e Aaron Stanford estava retornando como Pyro. O pedido de direitos autorais do filme confirmou que Garner estava aparecendo como Elektra e revelou que o papel de Corrin seria Cassandra Nova. Em março de 2024, Vinnie Jones disse que foi convidado a reprisar seu papel como Cain Marko / Fanático de The Last Stand no filme, mas um acordo não pôde ser fechado, e Jones disse que não havia orçamento suficiente para criar o traje do Fanático para ele usar no set. O Fanático foi posteriormente confirmado para aparecer no filme, sendo interpretado por Aaron W. Reed. Além do Fanático de Reed, havia planos de apresentar uma variante feminina do personagem que acabou não aparecendo no filme. O primeiro trailer oficial foi lançado no mês seguinte e revelou que a criatura Alioth de Loki estava aparecendo no filme, junto com os personagens Lady Deathstrike e Azazel. Os dois últimos se pareciam com Kelly Hu e Jason Flemyng, que interpretaram esses personagens em X-Men 2 e X-Men: First Class. Lady Deathstrike e Azazel foram interpretados pelos não creditados Jade Lye e Eduardo Gago Munoz no filme.
No final de abril, Levy disse que estava ocupado terminando o trabalho no filme. Ocorreram as primeiras exibições do filme, que ele descreveu como "extremamente, extremamente promissoras", sendo ajustes de ritmo as principais mudanças decorrentes delas. Ele acrescentou que, apesar das conexões de multiversos do filme e do uso de elementos de outros projetos, como a AVT, de Loki, ele não esperava que o público fizesse o dever de casa antes de assistir ao filme e pretendia que fosse uma experiência divertida por si só. Reynolds acrescentou que eles não queriam que o filme fosse preparado para projetos futuros e a Marvel nunca os pressionou a fazê-lo, apenas pedindo-lhes que fizessem "uma história independente realmente satisfatória". A pós-produção foi concluída em 19 de junho de 2024. No mês seguinte, foi revelado que Jon Favreau e Wunmi Mosaku reprisariam seus papéis como Happy Hogan e Caçadora B-15 no filme. No final de julho, Reynolds revelou que havia planos para Mephisto aparecer em Deadpool & Wolverine, com Levy elaborando que os rascunhos anteriores do roteiro apresentavam o personagem como o principal antagonista do filme antes de Jackman sugerir o uso de Cassandra. Durante a turnê promocional da série de Star Wars, The Acolyte, em junho de 2024, Dafne Keen, que apareceu como Laura / X-23 em Logan e estrelou como Jecki Lon em The Acolyte, afirmou que não apareceria no filme, mas foi finalmente confirmada para aparecer um mês depois com o trailer final do longa. Feige explicou que Keen queria comparecer à estreia do filme, então a Marvel decidiu revelar seu papel no trailer final e garantir que sua presença na estreia não fosse considerada um spoiler. Keen chamou de "ótimo momento" manter sua aparição em segredo e se inspirou em como Andrew Garfield também mentiu sobre sua aparição em No Way Home antes do lançamento do filme.
Também aparecem no filme Wesley Snipes como Eric Brooks / Blade da trilogia de filmes Blade (1998–2004), Chris Evans como Johnny Storm / Tocha Humana de Fantastic Four (2005) e Fantastic Four: Rise of the Silver Surfer  (2007) e Channing Tatum como Remy LeBeau / Gambit, que foi escalado para estrelar o personagem em um filme não produzido do Gambit. Snipes estava orgulhoso de sua posse como Blade, mas não acreditava em suas chances de reprisar o papel. Ele inicialmente duvidou da aprovação da Disney e da Marvel quando Reynolds o chamou para reprisar o papel. A inclusão de Johnny Storm foi uma das primeiras ideias para o filme. Reynolds abordou Evans, que interpretou Steve Rogers / Capitão América de 2011 a 2019 no MCU, sobre aparecer no filme como Johnny Storm, e Evans rapidamente concordou em aparecer. Evans disse que foi o envolvimento e o humor de Reynolds que o levaram a concordar em retornar. Para o monólogo cheio de palavrões de Evans na cena pós-crédito do filme, Reynolds se ofereceu para usar cartazes com as falas, mas Evans estava animado para memorizar o diálogo. Tatum agradeceu os esforços e apoio de Reynolds para incorporar o personagem no filme, com Tatum acreditando que nunca teria a chance de interpretar Gambit após o cancelamento do filme solo, e Reynolds lançou uma cena excluída online apresentando o Gambit de Tatum tendo sobrevivido aos eventos do filme e provocando o potencial retorno do personagem; uma versão dessa cena foi incluída nos monitores da AVT no fundo da cena pós-crédito do filme. Uma homenagem aos filmes Marvel da Fox é mostrada durante os créditos de Deadpool & Wolverine, celebrando e despedindo-se desses filmes.
Além daqueles que apareceram em Deadpool & Wolverine, a equipe criativa conversou sobre trazer de volta outros atores para reprisar seus papéis de filmes da Marvel não pertencentes ao MCU, incluindo: Ben Affleck como Matt Murdock / Demolidor, de Daredevil e Elektra; Nicolas Cage como Johnny Blaze / Motoqueiro Fantasma, dos filmes Ghost Rider (2007) e Ghost Rider: Spirit of Vengeance (2011), da Columbia Pictures; os principais atores do Quarteto Fantástico de 2015 – Miles Teller como Reed Richards / Senhor Fantástico, Kate Mara como Sue Storm / Mulher Invisível, Michael B. Jordan como Johnny Storm / Tocha Humana e Jamie Bell como Ben Grimm / Coisa – do filme de mesmo nome de 2015, da Fox; e Terry Crews como Bedlam de Deadpool 2. A equipe criativa também planejou fazer com que Robert Downey Jr. reprisasse seu papel como Tony Stark / Homem de Ferro ao lado de Favreau como Happy Hogan na cena inicial em que Deadpool pede para se juntar aos Vingadores. Downey leu a cena e recusou, o que Reese e Wernick atribuíram ao fato de que mais tarde foi revelado que ele estrelaria como Victor von Doom / Doutor Destino nos futuros filmes  Avengers: Doomsday (2026) e Avengers: Secret Wars (2027). Eles disseram que Downey foi o único ator que recusou um papel no filme. Uma ideia anterior para a cena teria incluído todos os Vingadores, mas essa versão nunca foi escrita devido a possíveis problemas de custo e agendamento. Wernick disse que considerou incluir Brolin como Cable, mas acabou decidindo não fazer isso porque a ideia do filme era prestar homenagem a personagens que "não tiveram seu final adequado na Fox" e Cable tinha acabado de ser apresentado em Deadpool 2. Ele esperava que Cable aparecesse em projetos futuros da Marvel.
Algumas das versões alternativas de Deadpool vistas no filme foram originalmente planejadas para serem retratadas por diferentes atores: Walker Scobell foi escalado como Kidpool, mas à medida que o desenvolvimento do filme continuou, o ator passou da idade pretendida para o personagem; e Reynolds originalmente forneceu a voz para Cowboypool antes de Matthew McConaughey concordar em fornecer sua voz para o personagem durante a pós-produção. As variantes de Deadpool que foram consideradas para aparecer no filme, mas foram descartadas, incluem uma versão que é uma composição de Deadpool e Wolverine, uma versão punk rock semelhante ao personagem Spider-Punk, uma versão mexicana de luchador, uma "Vovó Deadpool" e a variante Ultimate Marvel do personagem, entre outros. As variantes de Wolverine que foram consideradas, mas finalmente rejeitadas, incluem uma variante da Arma X, a variante Ultimate Marvel do personagem, uma variante Hulk do personagem, uma variante vestindo o uniforme de couro preto da série de filmes dos X-Men, uma variante X-Babies, e uma variante WildC.A.T.s / X-Men, entre outros. O traje marrom e amarelo do Wolverine custou cerca de 100 mil dólares para ser feito. Dean Zimmerman e Shane Reid são os editores do filme, enquanto Swen Gillberg é o supervisor de efeitos visuais. Os efeitos visuais são fornecidos pela Framestore, Industrial Light & Magic (ILM), Framestore, Base FX, Barnstorm VFX, Raynault VFX, Rising Sun Pictures e Wētā FX.

## Trilha sonora
Rob Simonsen foi contratado para compor a trilha sonora do filme, depois de trabalhar anteriormente com Levy em The Adam Project e na quarta temporada de Stranger Things, em meados de julho de 2023. O álbum da trilha sonora, Deadpool & Wolverine: Van Jamz, está programado para ser lançado digitalmente pela Hollywood Records em 24 de julho de 2024, com lançamento físico em 26 de julho. Inclui 17 canções apresentadas ou inspiradas no filme, juntamente com o tema de Simonsen para o filme. A trilha de Simonsen será lançada digitalmente no dia 24 de julho com uma edição regular e uma edição deluxe que também inclui o álbum da trilha sonora. Um EP, intitulado Deadpool & Wolverine: Madonna's "Like a Prayer" EP, apresentando "Like a Prayer" de Madonna, assim como versões remixadas da música apresentada no filme, foi lançado pela Warner Records em 9 de agosto de 2024.

## Marketing
O primeiro trailer do filme foi lançado em 11 de fevereiro de 2024, durante o Super Bowl LVIII. Nick Romano, da Entertainment Weekly, disse que o trailer confirmou a classificação para adultos do filme e também que Deadpool estaria “se infiltrando” no MCU. Austin Goslin, do Polygon, também destacou o uso de elementos do MCU e questionou se Reynolds estava interpretando a mesma versão de Deadpool dos filmes anteriores, devido ao quão feliz ele está no início do trailer. Angela Wattercutter, do Wired, notou uma piada sexualmente explícita no trailer, afirmando que foi a primeira vez que o MCU usou abertamente tal humor antes e especulou que o filme poderia expandir temas "estranhos" estabelecidos nos filmes anteriores do Thor e na série Loki. A inclusão da história em quadrinhos Secret Wars (2015) #5 no trailer foi tema de muita discussão, visto que a Marvel Studios estava planejando lançar o filme Avengers: Secret Wars (2027). Logo após a estreia do trailer, o astro Hugh Jackman fez uma brincadeira com Reynolds, postando um logotipo modificado exibindo "Wolverine & Asshole". O trailer teve 365 milhões de visualizações globais nas primeiras 24 horas, superando o recorde de Spider-Man: No Way Home (355,5 milhões de visualizações) para se tornar o trailer mais visto naquele período. As visualizações relatadas incluíram 123 milhões de espectadores do Super Bowl que viram uma versão de 30 segundos do trailer. Reynolds e Jackman receberam certificados do Guinness World Records comemorando a conquista durante uma entrevista no programa This Morning, da ITV Network.
Um anúncio de serviço público “desligue seus telefones” com Deadpool e Wolverine abriu a apresentação da Disney na CinemaCon em abril de 2024, durante a qual Feige e Levy estrearam nove minutos de filmagens exclusivas do filme. O The Hollywood Reporter sentiu que isso "arrancou as maiores risadas" de todas as apresentações na convenção. Incluía imagens reaproveitadas de Thor: The Dark World (2013), de Chris Hemsworth como Thor, que está de luto pela morte de Deadpool em vez de Loki, como visto no filme. O PSA foi posteriormente divulgado publicamente. Um segundo trailer estreou em 22 de abril de 2024, com "Like a Prayer" de Madonna. Um trailer lançado em 20 de maio de 2024, anunciando a pré-venda de ingressos, incluía um Código QR que levava a um vídeo de Reynolds lendo um aviso de isenção de responsabilidade do filme. No final do mês foi revelado um balde de pipoca especial para o lançamento do filme nos cinemas, depois que Feige disse que seria "intencionalmente grosseiro e obsceno". Isso foi inspirado no balde de pipoca viral de Dune: Part Two (2024). O balde tem o formato da cabeça do Wolverine com uma boca "comicamente grande" para pipoca ou outros lanches. Um vídeo de revelação, com o famoso poema sinfônico "Also sprach Zarathustra", usado em 2001: A Space Odyssey (1968), mostra Deadpool acariciando o balde enquanto a pipoca cai em sua boca e a manteiga escorre pelo nariz.
Um trailer divulgado no início de junho revelou que a personagem Lady Deadpool apareceria no filme gerando especulações sobre quem interpretou o papel, enquanto Reynolds apareceu como Deadpool em um "vídeo tipicamente irreverente" no CineEurope em junho para apresentar 12 minutos de cenas do filme. O elenco fez uma turnê global de marketing do filme começando no início de julho. As paradas incluíram: Xangai, onde Reynolds, Jackman e Levy participaram de um evento de fãs para exibir 35 minutos do filme aos participantes; Seul, onde os atores apareceram no Festival Waterbomb de 2024, Berlim, onde o trio se juntou a Corrin e assistiu ao jogo das quartas de final do UEFA Euro 2024 entre Holanda e Turquia; e Londres, onde os quatro atores e Levy se juntaram a Delaney, a atriz canina Peggy e os executivos da Marvel Studios, Louis D'Esposito e Wendy Jacobson. Além disso, a varejista de música e entretenimento do Reino Unido HMV alterou temporariamente seu logotipo para apresentar o cachorro Nipper em uma de suas lojas para ser Dogpool, programada para o evento; e Rio de Janeiro, onde visitaram o Estádio do Maracanã.

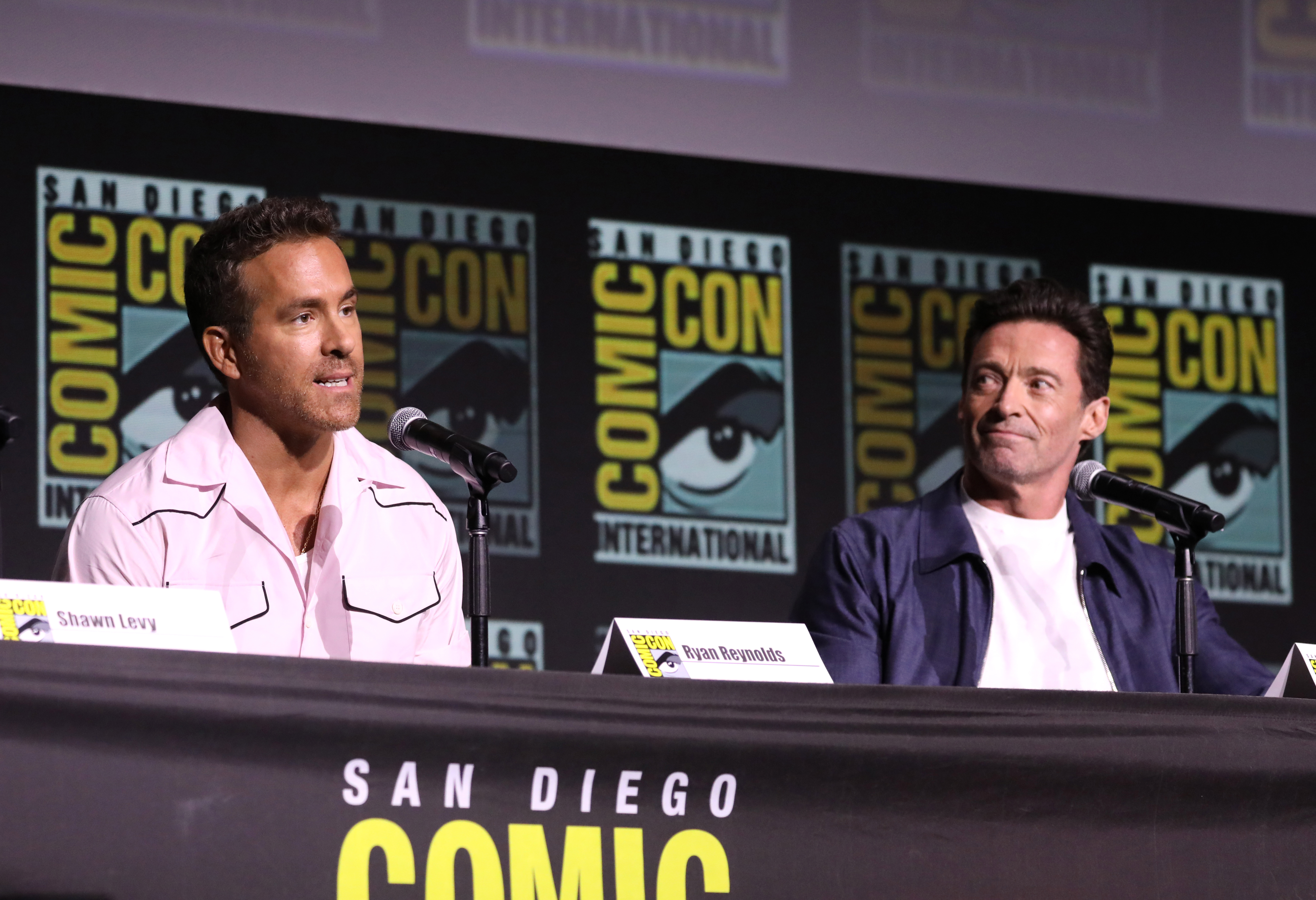
Reynolds e Jackman aparecendo na San Diego Comic-Con para promover o filme.

Deadpool e Wolverine apareceram em um anúncio relacionado a Bachelorette em 8 de julho durante a estreia da 21ª temporada, para atrair o público da Nação Bachelor (o grupo demográfico feminino de 18 a 49 anos) a ver o filme. O anúncio era da Maximum Effort, Loon Productions e Really Original, e foi dirigido por Oren Brimer. Reynolds também postou nas redes sociais para discutir sua opinião sobre a estreia. Em 19 de julho, Deadpool e Wolverine apareceram em um videoclipe do single "Chk Chk Boom" da boy band sul-coreana Stray Kids, cuja música "Slash" foi usada na trilha sonora do filme. Para o Grande Prêmio da Bélgica 2024, de Fórmula 1, a Alpine F1 Team, da qual Reynolds é investidor, revelou uma pintura do Deadpool em 24 de julho, com a qual correrão para promover o filme. Em 25 de julho, Reynolds, Jackman, Levy, Corrin e Feige exibiram o filme na San Diego Comic-Con. Incluía um vídeo de introdução de Uggams como Al Cega e terminava com Reynolds trazendo as participações especiais do filme: Keen, Garner, Evans, Tatum e Snipes. Após o painel, foi realizado um show de drones no Petco Park que incluiu imagens de Deadpool e Wolverine. O episódio de 25 de julho de 2024 de Press Your Luck apresentou Deadpool e Wolverine assumindo o controle do Whammy. Na semana seguinte ao lançamento de Deadpool & Wolverine, o NSYNC alterou o título do videoclipe oficial de sua música "Bye Bye Bye" para "*NSYNC - Bye Bye Bye (Official Video from Deadpool and Wolverine)" depois que o uso da música nos créditos de abertura do filme aumentou sua popularidade.
A Disney gastou cerca de 135 milhões de dólares para promover o filme, e trabalhou com a Maximum Effort e parceiros de marca para comercializá-lo, incluindo Aviation Gin, de Reynolds, Heineken, DiGiorno, Jack in the Box, Heinz, Tim Hortons, SuperX, Hot Topic, Homage, Xbox, Adidas, Casio, Dave & Buster's, Best Friends Animal Society, Coca-Cola, Android, Old Spice, Turner Classic Movies e National Geographic. Funko e Hot Toys produziram bonecos de personagens do filme, enquanto a Funko também permitirá que os participantes da San Diego Comic-Con 2024 possam criar versões personalizadas de suas figuras Funko Pop! modeladas a partir de Deadpool e Wolverine com várias exclusividades. Capas variantes com fotos de produção e imagens promocionais do filme estarão disponíveis nas edições de Deadpool #3, em junho de 2024, Deadpool #4 e Deadpool & Wolverine: WWIII #3, em julho, e Deadpool #5, Deadpool Team-Up #1, e Wolverine: Revenge #1, em agosto.

## Lançamento

### Cinemas
Deadpool & Wolverine teve sua estreia mundial em 22 de julho de 2024, no David H. Koch Theater, na cidade de Nova York. Foi lançado na França, Alemanha, Itália, Coreia e Japão em 24 de julho de 2024, e na Espanha, Brasil, Portugal, Reino Unido, México e Austrália em 25 de julho. Foi lançado nos Estados Unidos e na China em 26 de julho. Será exibido em IMAX, RealD 3D, Dolby Cinema, 4DX, Cinemark XD e outros formatos premium. Foi originalmente programado para ser lançado em 6 de setembro de 2024, antes de ser adiado para 8 de novembro para acomodar outros atrasos nos filmes do MCU. Seu lançamento foi então adiado para 3 de maio daquele ano quando a Disney ajustou seu calendário de lançamentos devido à greve dos roteiristas, antes de definir a data de julho de 2024 após o término da greve SAG-AFTRA. Faz parte da Fase Cinco do UCM. A Motion Picture Association deu ao filme uma classificação R, o primeiro do MCU. Em agosto, Levy disse que o filme não teria versão do diretor porque a versão de cinema era exatamente o filme que ele queria fazer. Reynolds disse que discutiu anteriormente a versão do diretor com Levy, que recusou.

### Home video
O filme foi lançado em download digital em 1º de outubro de 2024, e será lançado em Ultra HD Blu-ray, Blu-ray e DVD em 22 de outubro. O lançamento inclui cenas excluídas, erro de gravações e recursos de bastidores. Foi lançado em 12 de novembro no Disney+.

## Recepção

### Bilheteria
Deadpool & Wolverine arrecadou 636,7 milhões de dólares nos Estados Unidos e Canadá, e 701,1 milhões de dólares em outros territórios, totalizando 1,338 bilhão de dólares em todo o mundo. O filme arrecadou 84 milhões de dólares em IMAX no mundo todo, tornando-se o quinto filme da Marvel de maior bilheteria nesse formato.
A Fandango anunciou que as pré-vendas de ingressos para o filme foram as melhores de 2024, as melhores da franquia e as melhores para um filme censurado no site, enquanto os AMC Theatres anunciaram que 200 mil pessoas compraram ingressos para o primeiro dia no AMC, a maior venda de qualquer filme censurado na rede de cinemas. O The Hollywood Reporter relatou que as vendas de ingressos no primeiro dia provavelmente giraram em torno de 8–9 milhões de dólares e sentiu que o filme estrearia com mais de 100 milhões de dólares, algo que nenhum lançamento de filme de 2024 havia feito até o final de maio. O Quorum, que analisa as projeções de bilheteria de filmes seis semanas antes do lançamento, projetou de forma conservadora que o filme estrearia entre 200 e 239 milhões de dólares. O Deadline Hollywood observou que nenhum filme censurado jamais estreou no mercado interno com mais de 200 milhões de dólares, com o recorde de abertura para um filme censurado sendo o primeiro Deadpool com 132,4 milhões de dólares. Três semanas antes do lançamento, vários serviços de rastreamento projetaram que o filme estrearia entre 160 e 165 milhões de dólares. O Deadline Hollywood disse que a Disney esperava uma abertura nessa faixa. Na semana de seu lançamento, o Deadline Hollywood projetou uma estreia mundial entre 340-360 milhões de dólares. O aumento observado levou em consideração o substancial aumento de negócios observado por espectadores latinos e hispânicos em filmes recentes. Naquela época, as pré-vendas de ingressos para os EUA e Canadá eram de 35 milhões de dólares.
No dia da estreia nos EUA e no Canadá, Deadpool & Wolverine arrecadou 96 milhões de dólares, incluindo 38,5 milhões de dólares nas prévias de quinta à noite. Ambos os valores foram recordes para um filme censura 18 anos. O filme superou as previsões para seu fim de semana de estreia, arrecadando 211,4 milhões de dólares nos EUA e Canadá e 444,6 milhões de dólares em todo o mundo. Para os EUA e Canadá, isso proporcionou a maior estreia de um filme censura 18 anos bem como a maior estreia de 2024, superando Inside Out 2 (154,2 milhões de dólares), e a 6ª maior abertura de todos os tempos. O filme recuperou o orçamento relatado em apenas dois dias. Após três dias de lançamento, tornou-se o filme da Disney de maior bilheteria com classificação R, superando o recorde de 34 anos do estúdio anteriormente estabelecido por Pretty Woman. Durante a semana seguinte, ele estabeleceu o recorde de um filme censurado em uma segunda-feira com 24,4 milhões de dólares, em uma terça-feira com 25,3 milhões de dólares, em uma quarta-feira com 19,3 milhões de dólares, e em uma não-prévia de quinta-feira com 18 milhões de dólares. O filme arrecadou 97 milhões de dólares em seu segundo fim de semana, uma queda de 53% e permanecendo em primeiro lugar. Em seu terceiro fim de semana, ultrapassou a marca de 1 bilhão de dólares, tornando-se o segundo filme a fazer isso em 2024. Também durante o terceiro fim de semana do filme, Deadpool & Wolverine e It Ends with Us, que contou com a participação da esposa de Ryan Reynolds, Blake Lively, ocuparam o primeiro e o segundo lugares de bilheteria, feito que não era realizado por um casal de Hollywood desde 1990. Após 23 dias de lançamento, Deadpool & Wolverine ultrapassou Joker (2019) como o filme censurado de maior bilheteria de todos os tempos. O filme foi destronado em seu quarto fim de semana pelo estreante Alien: Romulus, mas voltou ao primeiro lugar em seu quinto fim de semana.

### Crítica
Algumas publicações relataram que o filme causou divisão, enquanto outros comentaram que recebeu críticas amplamente positivas. No site agregador de resenhas Rotten Tomatoes, 78% das 409 avaliações dos críticos são positivas, com uma classificação média de 6,1/10. O consenso do site diz: “Ryan Reynolds se sente em casa no MCU com humor ácido, enquanto Hugh Jackman fornece uma espinha dorsal de Adamantium para os procedimentos em Deadpool & Wolverine, uma brincadeira irreverente com um ponto fraco surpreendente para uma era passada de filmes de super-heróis”. O Metacritic, que utiliza uma média ponderada, atribuiu ao filme uma pontuação de 56 em 100, com base em 58 avaliações, indicando críticas "mistas ou médias". O público pesquisado pelo CinemaScore deu ao filme uma nota média de "A" em uma escala de A+ a F, enquanto aqueles pesquisados por pela PostTrak deram ao filme uma pontuação geral positiva de 96% (uma média de 5 em 5 estrelas), com 85% dizendo que definitivamente o recomendariam.
Tom Jorgensen, do IGN, elogiou o retorno de Jackman ao personagem. Ele ficou um pouco desapontado por Deadpool não ter superado a obscenidade de suas piadas anteriores dos dois primeiros filmes e sentiu que a exposição foi lenta, mas ele apreciou sua função como uma comédia de amigos. Escrevendo para a Empire, Olly Richards deu ao filme quatro estrelas de cinco. Ele elogiou o filme por "fazer tudo o que pode para trazer todos para o passeio, incluindo aqueles que não conhecem do Professor X à X-23". Brian Lowry escreveu para a CNN que isso mostrava a disposição da Marvel Studios de participar da autodepreciação e o respeito pelos filmes de super-heróis dos anos 2000. Em uma crítica muito positiva, Pete Hammond, do Deadline Hollywood, sentiu que a colaboração entre os personagens titulares do filme, que lembrava Godzilla vs. Kong (2021) e Midnight Run (1988), "funciona além de seus sonhos mais loucos de equipe de tela", elogiou como o diretor Levy aproveitou o melhor das estrelas e observou que as piadas obscenas de Deadpool "são [...] tão rápidas desta vez, ainda mais do que nos dois primeiros [filmes] do Deadpool". Mark Hughes, da Forbes, elogiou o filme como "puro entretenimento escapista, um momento divertido e cheio de risadas do início ao fim, com um enredo tênue e pouco sentido em tudo, mas ninguém se importa porque adoramos assistir esses personagens juntos".
Avaliando para o Collider, Ross Bonaime escreveu que com a integração do Deadpool na propriedade maior da Marvel, o personagem finalmente começou a atingir todo o seu potencial. Ele o chamou de "muito mais violento, desbocado e irreverente com o ambiente do que nunca" e elogiou a permissão da Disney para que o personagem se expressasse sem impedimentos. O colunista do Chicago Sun-Times, Richard Roeper, que deu ao filme três de quatro estrelas, destacou as performances das estrelas, a violência, o humor e os easter eggs, que ele descreveu como mais abundantes do que aqueles "no gramado da Casa Branca em uma segunda-feira de abril", embora ele tenha jogado sombra no enredo "usual" e na história "fina como papel". A redatora da Associated Press, Krysta Fauria, disse que, embora as críticas do gênero não fossem conquistadas, o foco crescente do filme em sua crítica autoconsciente do gênero o ajudou a encontrar um "ponto ideal" para ser uma melhoria em relação a seus antecessores. Ela sentiu que Levy foi beneficiado com o aumento do orçamento e que a relação homoerótica, porém cheia de ódio, entre os personagens titulares era atraente.
O crítico de cinema do San Francisco Chronicle, Mick LaSalle, lamentou a falta de um enredo, que em sua opinião teria funcionado para Deadpool subverter, caso houvesse um com o qual o público pudesse se identificar. David Rooney, do Hollywood Reporter, achou que as meta-piadas foram "elevadas a níveis radioativos" e que a interpretação crítica permaneceu em grande parte dependendo do que o público queria extrair do filme. Nas críticas de uma estrela ao filme, Donald Clarke, do The Irish Times, escreveu que o filme é "a entrada mais implacavelmente juvenil em uma sequência que raramente foi confundida com a trilogia Faith de Ingmar Bergman"; Robbie Collin, crítico-chefe de cinema do The Daily Telegraph, escreveu que "apesar de todas as gargalhadas do roteiro sobre o desvio da série para o multiverso, ele não pode abrir mão de sua rede de segurança nada-que-acontece-aqui-realmente-importa".

### Reconhecimentos
| Prêmio                                    | Data da cerimônia      | Categoria                                              | Indicado                                                                           | Result   | Ref.            |
| ----------------------------------------- | ---------------------- | ------------------------------------------------------ | ---------------------------------------------------------------------------------- | -------- | --------------- |
| Astra Midseason Movie Awards              | 3 de julho de 2024     | Filme mais esperado                                    | Deadpool & Wolverine                                                               | Indicado | [ 321 ]         |
| Golden Trailer Awards                     | 31 de maio de 2024     | Melhor teaser                                          | Deadpool & Wolverine "Taken"                                                       | Venceu   | [ 322 ] [ 323 ] |
| Golden Trailer Awards                     | 31 de maio de 2024     | Trailer de blockbuster do verão de 2024                | Deadpool & Wolverine "Taken"                                                       | Venceu   | [ 322 ] [ 323 ] |
| Golden Trailer Awards                     | 31 de maio de 2024     | O melhor do espetáculo                                 | Deadpool & Wolverine "Taken"                                                       | Venceu   | [ 322 ] [ 323 ] |
| Golden Trailer Awards                     | 31 de maio de 2024     | Melhor spot de TV de aventura e fantasia               | Deadpool & Wolverine "Gametime"                                                    | Indicado | [ 322 ] [ 323 ] |
| Grammy Awards                             | 2 de fevereiro de 2025 | Melhor Trilha Sonora de Compilação para Mídia Visual   | Deadpool & Wolverine                                                               | Indicado | [ 324 ] [ 325 ] |
| Hollywood Professional Association Awards | 7 de novembro de 2024  | Melhores efeitos visuais – Apresentação em Live action | Vincent Papaix, Georg Kaltenbrunner, Alexander Poei, Ziad Shureih, and Russell Lum | Indicado | [ 326 ]         |

## Futuro
Com o lançamento do filme, Reynolds disse que não tinha certeza de quando repetiria seu papel. Discutindo os flash-forwards que Deadpool vê no filme, nos quais um Deadpool moribundo é segurado por um Thor chorando, Reese disse que isso poderia ser ignorado no futuro, mas ele esperava que o MCU considerasse isso canônico e trabalhasse para que a cena aparecesse integralmente durante um projeto futuro. Em novembro de 2024, Feige disse que o estúdio estava vendo onde Deadpool e Wolverine poderiam aparecer no MCU.